# ASIMO
ASIMO, acronimo per Advanced Step in Innovative MObility, è un robot androide progettato e sviluppato dall'azienda giapponese Honda. È l'ultimo della cosiddetta serie P.
Introdotto il 21 ottobre 2000, ASIMO è stato progettato per essere un assistente mobile multifunzione. Alto 130 cm e pesante 48 kg, l'estetica del robot ricorda un piccolo astronauta che indossa uno zainetto, e può correre su due piedi alla velocità di 9 km/h. ASIMO è stato creato presso l'Honda's Research & Development Wako Fundamental Technical Research Center in Giappone. È il modello più recente di una serie di robot iniziata nel 1986 con il modello E0.

## Origine del nome

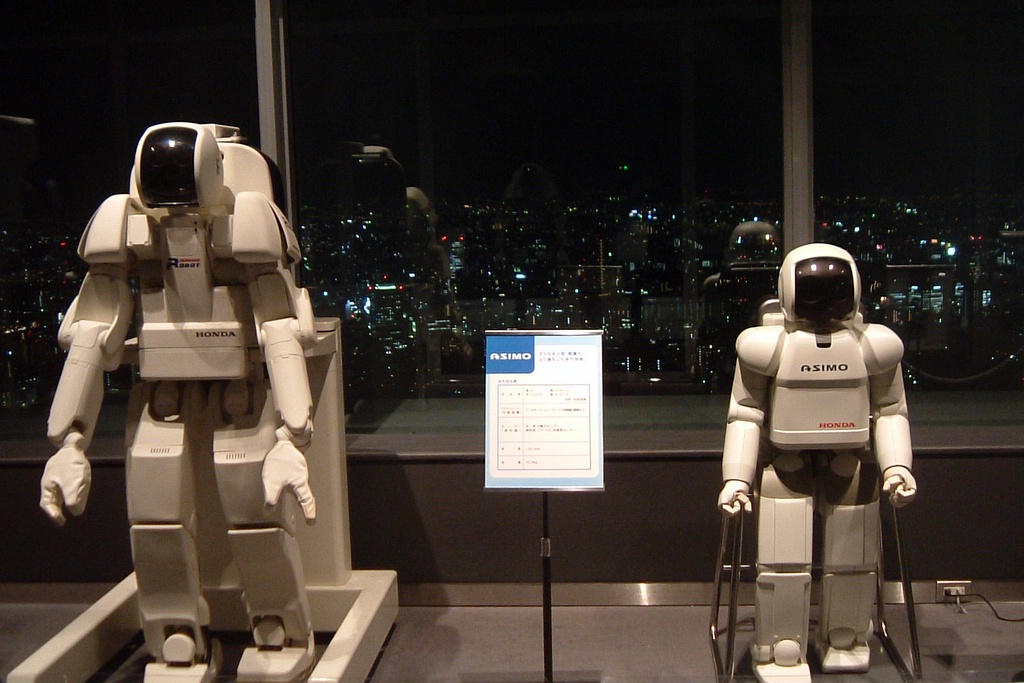
Il modello P3 a sinistra confrontato con ASIMO

Ufficialmente il nome è l'acronimo di "Advanced Step in Innovative MObility", in giapponese pronunciato ashimo che, non a caso, significa (Ha) anche le gambe. È stata inoltre osservata una certa assonanza con il nome dello scrittore di fantascienza Isaac Asimov, anche se l'acronimo non ha alcuna relazione ufficiale con lo scrittore.

## Storia e versioni precedenti
La Honda annunciò la creazione di ASIMO nel 2000, dopo una serie di prototipi di complessità crescente iniziata nel 1986.
La Honda ha iniziato a sviluppare robot umanoidi nel 1980, tra cui diversi prototipi che hanno preceduto ASIMO. L'obiettivo della società era quello di creare un robot che cammina, che fosse in grado di adattarsi e interagire in situazioni umane e di migliorare la qualità della vita. Il modello E0 è stato il primo modello bipede (a due zampe) prodotto come parte della Honda serie E, che era una linea iniziale sperimentale di robot umanoidi creati tra il 1986 e il 1993. Questa serie è stata seguita dalla Honda serie P di robot prodotti dal 1993 al 1997, che ha incluso il primo robot umanoide autoregolante, capace di camminare sfruttando tecnologie wireless.
La ricerca condotta sulla E- e P-serie ha portato alla creazione di ASIMO. Lo sviluppo è iniziato presso il Centro Honda di Wakō in Giappone nel 1999 e ASIMO è stato presentato nel mese di ottobre 2000.
A differenza dei suoi predecessori, ASIMO è stato il primo a incorporare il controllo del movimento previsto (dall'inglese predicted movement control), una tecnica che permette al robot di anticipare in tempo reale il suo prossimo movimento e spostare di conseguenza il proprio centro di gravità in anticipo, consentendo così una maggiore flessibilità articolare e rendendo il movimento più fluido e più umano. Introdotta nel 2000, la prima versione di ASIMO era stata progettata per funzionare in un ambiente umano, che gli permetterebbe di aiutare meglio le persone nelle situazioni del mondo reale quotidiano. Da allora, diversi modelli aggiornati sono stati prodotti per migliorare le sue capacità originali di svolgere compiti di assistenza. Un nuovo ASIMO è stato introdotto nel 2005, con una maggiore velocità di corsa a 5,96 km/h (3,7 mph), che è due volte più veloce del robot originale. ASIMO è caduto durante un tentativo di salire le scale a una presentazione a Tokyo nel dicembre 2006, ma poi un mese più tardi, ASIMO ha dimostrato di saper compiere attività come prendere a calci un pallone, correre e camminare su e giù per una rampa di scale al Consumer Electronics Show di Las Vegas, Nevada.
Nel 2007, Honda migliorò ulteriormente le tecnologie di intelligenza di ASIMO, che adesso consentono a molteplici robot ASIMO di lavorare insieme in modo coordinato. Questa versione ha introdotto anche la possibilità di farsi da parte quando l'uomo si avvicina al robot e la possibilità di tornare alla sua unità di ricarica all'invio di livelli di batteria scarica.
Adesso questo robot umanoide è alto 130 cm, largo 45 cm e profondo 37 cm. Asimo è in grado di camminare, correre, ballare, salire e scendere le scale, stare in equilibrio su una gamba e giocare a calcio; sa giocare anche a baseball e a bowling. Inoltre riesce a riconoscere le persone, salutarle e chiamarle per nome, seguire oggetti in movimento e spostarsi nella direzione indicata.
Nel 2006 uscì una nuova versione di ASIMO, con vari importanti cambiamenti, fra cui:
- altezza passata da 1,20 m a 1,30 m
- peso passato da 53 kg a 52 kg
- velocità di corsa raddoppiata (6 km/h invece dei precedenti 3 km/h). Attualmente è 9 km/h.
- migliorato il riconoscimento visivo e gestuale
- aggiunto il supporto alle "Asimo Card", delle tessere che vanno indossate da persone per essere riconosciute da ASIMO istantaneamente
- possibilità di andare autonomamente alla stazione di ricarica
- diminuite le dimensioni dello "zainetto"
- arrotondato il busto
- aggiunti tre LED colorati (verde, bianco, rosso) sotto il collo
- grandi miglioramenti nel riconoscimento vocale
- possibilità di trasportare oggetti (anche cibo e bevande) tramite un vassoio apposito che riesce a tenere in mano stabilmente
- aumentato e migliorato il raggio d'azione dei sensori
- alcune parti del robot che prima erano in plastica color argento ora sono in metallo
- 32 gradi di libertà (invece dei precedenti 26)

Nel 2014 esce una nuova versione capace di saltare, anche su una gamba sola, riconoscere la voce ed il volto delle persone, possibilità di movimento su terreni sconnessi, è capace di versare liquidi in un bicchiere e maneggiare bottiglie.

## Caratteristiche
ASIMO, considerato il robot più intelligente del mondo, vanta trentaquattro servomotori, che installati nelle giunture gli consentono di camminare e muoversi, fino a correre alla velocità di 9 km/h. Il robot riesce anche a svolgere mansioni richiedenti un livello di attenzione rilevante: aprire una bottiglia, afferrare un bicchiere senza deformarlo.... In grado di riconoscere ed evitare ostacoli, ASIMO, vanta, al posto degli occhi, due telecamere stereoscopiche. Inoltre riconosce i volti, stringe le mani agli interlocutori, parla nella lingua dei segni... I creatori hanno lavorato anche sulle prestazioni sportive: "l'uomo in miniatura", come è stato definito, sa tirare calci a un pallone, giocare a baseball o a bowling, ballare e perfino saltare su una gamba sola.

## Apparizioni pubbliche
Fin da quando ASIMO è stato presentato nel 2000, il robot ha viaggiato per il mondo e si è esibito davanti a platee internazionali. ASIMO ha fatto la sua prima apparizione pubblica negli Stati Uniti nel 2002, quando ha suonato la campana di apertura della borsa di New York. Da gennaio 2003 a marzo 2005, il robot ha viaggiato per gli Stati Uniti e il Canada, dando dimostrazione delle sue abilità a più di 130 000 persone. Dal 2003 al 2004 ASIMO ha visitato i migliori musei di scienza e tecnologia e le istituzioni accademiche del nord America con il ASIMO North America Educational Tour. Lo scopo dell'iniziativa era quello di indirizzare gli studenti verso studi di carattere scientifico, attraverso dimostrazioni dal vivo che mettessero in luce le abilità di ASIMO. Inoltre, con il ASIMO Technology Circuit Tour, ASIMO ha visitato le migliori facoltà e università di ingegneria e informatica di tutti gli Stati Uniti, allo scopo di incoraggiare gli studenti a considerare carriere in campo scientifico. Nel 2004 ASIMO è stato inserito nella Carnegie Mellon Robot Hall of Fame. Nel marzo 2005, il robot ha camminato sul tappeto rosso alla anteprima mondiale del film di animazione Robots.